# Mi lugar favorito
«Mi lugar favorito» es una canción grabada por la cantante y compositora mexicana Natalia Lafourcade. La canción fue escrita y producida por ella misma. Fue lanzada el 11 de diciembre de 2015 como el cuarto y último sencillo de su sexto álbum de estudio Hasta la raíz. La canción ocupó el lugar número 4 –el más alto– en las listas del México Español Airplay del Billboard y el número 19 de las listas del México Airplay.
La canción fue certificada con disco de oro por la Asociación Mexicana de Productores de Fonogramas y Videogramas (AMPROFON) por ventas de más de 30, 000.

## Video musical
No fue lanzado un video musical oficial, pero una versión en lírica fue publicada el 5 de febrero del 2016 en la plataforma digital YouTube. El videoclip lírico ha alcanzado más de 6 millones de reproducciones. También se publicó un microdocumental de la canción subido el 5 de marzo de 2015.

## Lista de canciones

### Descarga digital
| Mi lugar favorito — Single |                     |          |  |
| N.º                        | Título              | Duración |  |
| 1.                         | «Mi lugar favorito» | 4:57     |  |

## Listas

### Semanales
| País   | Lista                              | Mejor posición | Ref.  |
| ------ | ---------------------------------- | -------------- | ----- |
| México | México Español Airplay (Billboard) | 4              | [ 3 ] |
| México | México Airplay (Billboard)         | 19             | [ 4 ] |

### Anuales
| País   | Certificador   | Lista         | Mejor posición |
| 2016   | 2016           | 2016          | 2016           |
| ------ | -------------- | ------------- | -------------- |
| México | Monitor Latino | Top pop anual | 60             |

## Certificaciones
| País   | Organismo certificador | Certificación | Ventas certificadas | Ref.  |
| ------ | ---------------------- | ------------- | ------------------- | ----- |
| México | AMPROFON               | Oro           | 30,000              | [ 5 ] |